# بسابيس
بسابيس (بالإنجليزية: Kitty Cats) (بالفرنسية: Pacha et les Chats) هو مسلسل رسوم متحركة كندي للأطفال من إنتاج كريستين روزن. يتألف المسلسل من مجموعة من الدمى الحيوانية التي تعيش في فناء خلفي. تمت دبلجة المسلسل بواسطة مركز الزهرة وتم عرضه على قناة سبيستون ثم على قناة طيور الجنة.

## وصلات خارجية
- بسابيس على موقع IMDb (الإنجليزية)
- بسابيس على موقع قاعدة بيانات الفيلم (الإنجليزية)